# Automimetismo

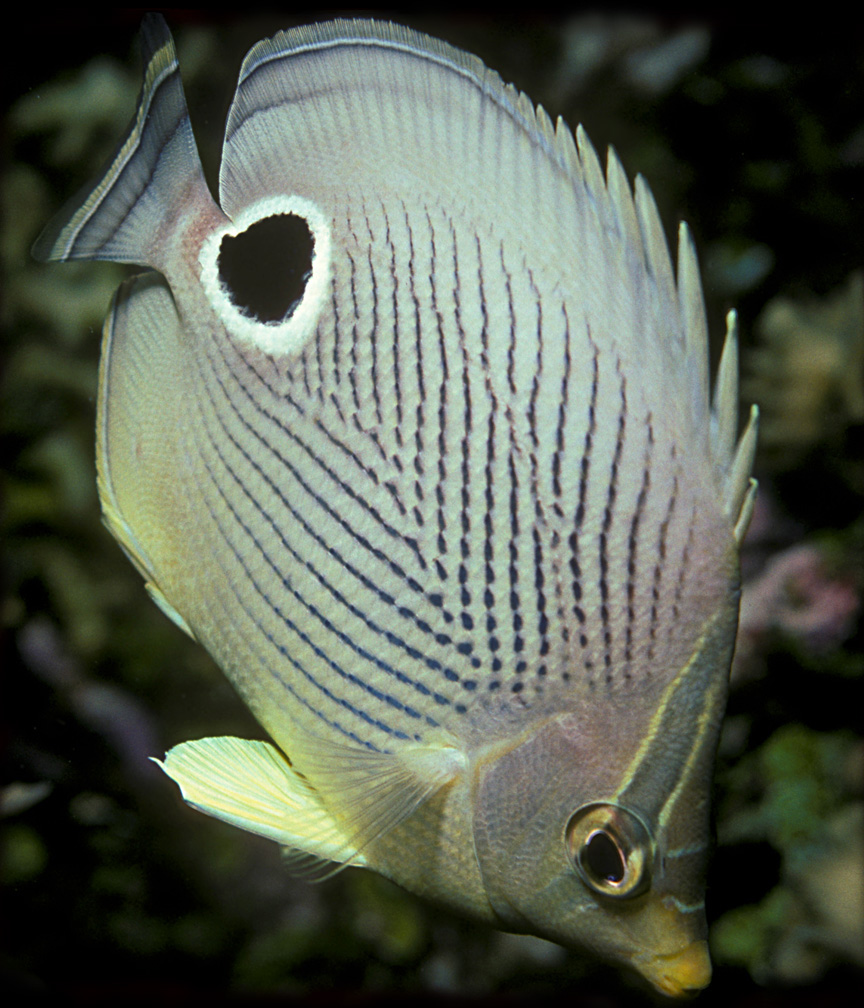
As manchas ocelares do peixe-borboleta (Chaetodon capistratus) imitam seus próprios olhos, camuflados com uma máscara ocelar disruptiva, desviando os ataques da cabeça vulnerável.

Em zoologia, o automimetismo, mimetismo broweriano ou mimetismo intraespecífico é uma forma de mimetismo em que a mesma espécie de animal é imitada. Há duas formas diferentes.
Em uma forma, descrita pela primeira vez por Lincoln Brower [en] em 1967, os membros de uma espécie com defesa fraca e coloração de advertência são parasitas de membros de sua espécie com defesa mais forte, imitando-os para proporcionar o aprendizado por reforço negativo necessário para que os sinais de advertência funcionem. O mecanismo, análogo ao mimetismo batesiano, é encontrado em insetos como a borboleta-monarca.
Em outra forma, observada pela primeira vez por Edward B. Poulton [en] em 1890, uma parte menos vulnerável do corpo de um animal se assemelha a uma parte mais vulnerável, por exemplo, com pontos oculares enganosos ou uma cabeça falsa que desvia os ataques da cabeça real, proporcionando uma vantagem seletiva imediata. O mecanismo é encontrado tanto em vertebrados, como peixes e cobras, quanto em insetos, como as borboletas da subfamília Theclinae [en].
O automimetismo às vezes é usado para fins militares. O A-10 Thunderbolt (Warthog) era frequentemente pintado com um canopi falso em sua parte inferior, imitando a si, enquanto a variante do veículo de recuperação blindado do tanque Churchill tinha uma arma falsa, imitando uma variante armada do mesmo tanque.

## Mimetismo de membros desagradáveis da mesma espécie
O automimetismo foi relatado pela primeira vez pelo ecologista Lincoln Brower e seus colegas, que descobriram que as borboletas-monarcas criadas em repolho eram palatáveis para os gaios-azuis. No entanto, as monarcas criadas em sua planta hospedeira natural, Asclepias, eram nocivas para os gaios - na verdade, os gaios que as ingeriam vomitavam. Posteriormente, Brower propôs a hipótese de automimetismo envolvendo um polimorfismo ou espectro de palatabilidade: alguns indivíduos podem ser defendidos e outros palatáveis.
Muitas espécies de insetos são tóxicas ou desagradáveis quando se alimentam de plantas que contêm substâncias químicas de classes específicas, mas não quando se alimentam de plantas que não contêm essas substâncias químicas. Por exemplo, algumas borboletas Danainae [en] se alimentam de Asclepias que contém o cardioglicosídeo oleandrina [en], o que as torna venenosas para a maioria dos predadores. Esses insetos geralmente têm cores e padrões aposemáticos. Quando se alimentam de plantas inócuas, eles são inofensivos e nutritivos, mas é improvável que um pássaro que tenha provado um espécime tóxico uma única vez se arrisque a provar espécimes inofensivos com a mesma coloração aposemática. Essa toxicidade adquirida não se limita aos insetos: muitos grupos de animais têm demonstrado obter compostos tóxicos por meio de suas dietas, tornando o automimetismo potencialmente generalizado. Mesmo que os compostos tóxicos sejam produzidos por processos metabólicos em um animal, ainda pode haver variabilidade na quantidade que os animais investem neles, de modo que o espaço para o automimetismo permanece mesmo quando a plasticidade da dieta não está envolvida. Seja qual for o mecanismo, a palatabilidade pode variar conforme a idade, o sexo ou o uso recente do suprimento de toxina.

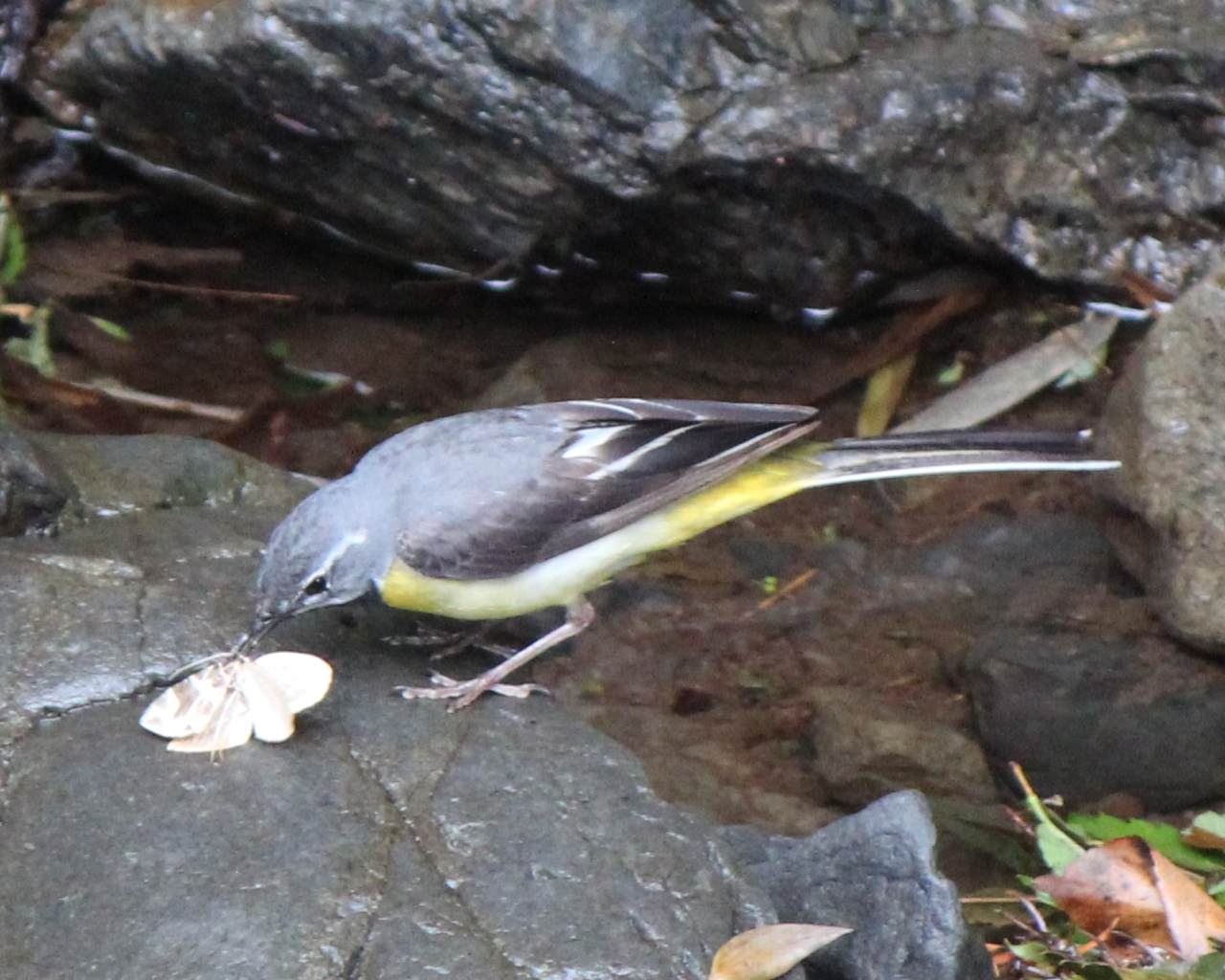
Se as aves insetívoras, como esta alvéola comendo uma mariposa, tendem a evitar, ou a provar e cuspir, insetos tóxicos, então a imitação de formas desagradáveis por formas inofensivas da mesma espécie deve ser favorecida.

A existência do automimetismo na forma de imitadores não tóxicos de membros tóxicos da mesma espécie (análogo ao mimetismo batesiano) apresenta dois desafios à teoria evolutiva: como o automimetismo pode ser mantido e como ele pode evoluir? Com relação à primeira pergunta, desde que as presas da espécie não sejam, em média, vantajosas para os predadores atacarem, o automimetismo pode persistir. Se essa condição não for atendida, a população da espécie entrará em colapso rapidamente. A segunda pergunta é mais difícil e também pode ser reformulada como sendo sobre os mecanismos que mantêm os sinais de alerta honestos. Se os sinais não fossem honestos, eles não seriam evolucionariamente estáveis. Se os custos do uso de toxinas para defesa afetam os membros de uma espécie, então os enganadores podem sempre ter maior aptidão do que os sinalizadores honestos defendidos por toxinas onerosas. Várias hipóteses foram apresentadas para explicar a honestidade dos sinais em espécies aposemáticas. Primeiro, as toxinas podem não ser onerosas. Há evidências de que, em alguns casos, não há custo e que os compostos tóxicos podem, na verdade, ser benéficos para outros fins que não a defesa. Nesse caso, aquele que usa do automimetismo pode simplesmente ser infeliz o suficiente para não ter coletado toxinas suficientes de seu ambiente. Uma segunda hipótese para a confiabilidade do sinal é que pode haver vantagens dependentes da frequência para o automimetismo. Se os predadores alternarem entre plantas hospedeiras que fornecem toxinas e plantas que não fornecem, dependendo da abundância de larvas em cada tipo, então o automimetismo de larvas tóxicas por larvas não tóxicas pode ser mantido em um polimorfismo equilibrado. Uma terceira hipótese é que o animal que usa o automimetismo tem maior probabilidade de morrer ou ser ferido pelo ataque de um predador. Se os predadores analisarem cuidadosamente suas presas e cuspirem qualquer uma que tenha gosto ruim antes de causar danos significativos, então os sinalizadores autênticos teriam uma vantagem sobre os autômatos que enganam.

## Cabeça falsa

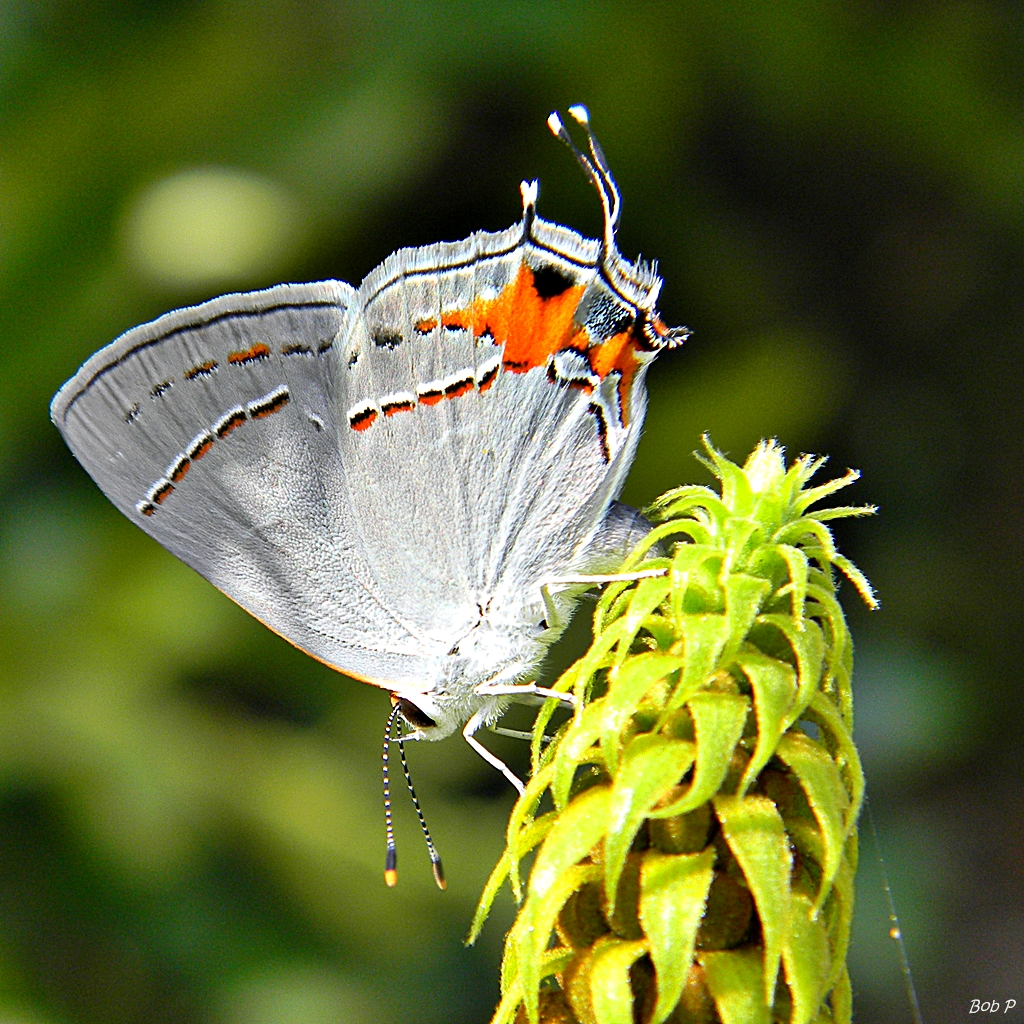
Muitos licenídeos, como essa Strymon melinus, têm uma cabeça falsa na parte traseira, mantida para cima em repouso, desviando os ataques da cabeça real.

Muitos insetos têm “caudas” filamentosas nas extremidades de suas asas e padrões de marcações nas próprias asas. Esses elementos se combinam para criar uma “cabeça falsa”. Isso desvia a atenção de predadores, como pássaros e aranhas-saltadoras (Salticidae). Exemplos espetaculares ocorrem nas borboletas Theclinae; ao se empoleirarem em um galho ou flor, elas geralmente o fazem de cabeça para baixo e deslocam suas asas traseiras repetidamente, causando movimentos semelhantes a antenas das “caudas” em suas asas. Estudos sobre danos nas asas traseiras apoiam a hipótese de que essa estratégia é eficaz para desviar os ataques da cabeça do inseto.
A seleção natural em favor de características que desviam os ataques dos predadores é fácil de explicar: as variantes de padrões que desviam os ataques de forma mais eficaz são favorecidas, pois os animais com variantes ineficazes serão provavelmente mortos. Os naturalistas, desde Edward B. Poulton em seu livro de 1890, The Colours of Animals, observaram que as borboletas com manchas nos olhos ou outras marcas falsas na cabeça podem escapar com danos menores nas asas, enquanto o predador recebe apenas “uma boca cheia de asas traseiras” em vez de uma refeição de inseto. Nas palavras de Poulton:
Cada asa posterior dessas borboletas [Theclinae] é equipada com uma “cauda” que, em certas espécies, é longa, fina e aparentemente com uma saliência na extremidade. Quando a borboleta está descansando em uma flor, as asas estão fechadas e as asas traseiras são mantidas em movimento constante... Esse movimento, juntamente com sua aparência, faz com que as “caudas” tenham a maior semelhança com as antenas de uma borboleta; as antenas reais são mantidas [para baixo] para não chamar a atenção. Perto da base das supostas antenas, existe uma marca semelhante a um olho, na posição mais apropriada, em muitas espécies. O efeito da marcação e do movimento é produzir a aparência enganosa de uma cabeça “na extremidade errada do corpo”. O corpo é curto e não se estende tanto quanto a suposta cabeça, de modo que o inseto não se machuca quando é agarrado.

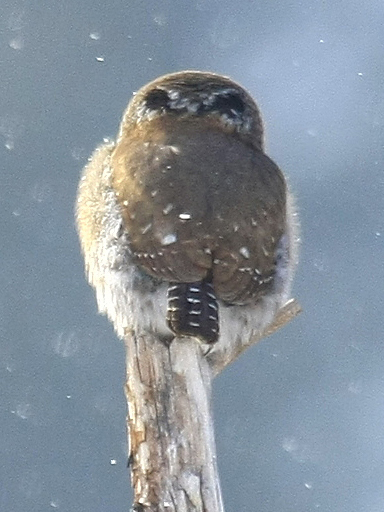
Glaucidium californicum com pontos oculares atrás da cabeça

Um experimento realizado em 1981 confirmou a correlação esperada entre a capacidade de enganar e a sobrevivência das borboletas.
Entre os vertebrados, cobras como a jiboia Charina bottae e a cobra-coral enrolam e escondem a cabeça, exibindo a cauda como uma cabeça falsa. Alguns peixes, como o peixe-borboleta de quatro olhos, têm pontos oculares perto da cauda e, quando levemente alarmados, nadam lentamente para trás, apresentando a cauda como uma cabeça; no entanto, várias hipóteses para a função desses pontos oculares foram propostas. Várias espécies de corujas têm olhos falsos (ocelos) na parte de trás da cabeça, induzindo os predadores a reagir como se estivessem sendo alvo de um olhar agressivo.

## Uso militar
O automimetismo já foi usado em veículos militares e aeronaves. Entre os veículos, variantes especializadas, como o veículo blindado de recuperação Churchill, da Segunda Guerra Mundial, não tinha espaço para uma arma real, mas era equipado com uma arma fictícia, imitando a versão armada do mesmo tanque, para lhe dar alguma proteção.
O A-10 Thunderbolt (Warthog) de ataque terrestre às vezes era pintado com um esquema de camuflagem que incluía tanto coloração disruptiva quanto automimetismo na forma de um canopi falso na parte inferior. O objetivo era confundir o inimigo sobre a atitude da aeronave e a provável direção de deslocamento.

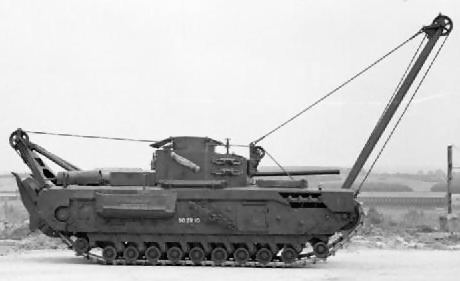
Veículo de recuperação blindado variante do tanque Churchill, com arma falsa, imitando uma variante armada do mesmo tanque
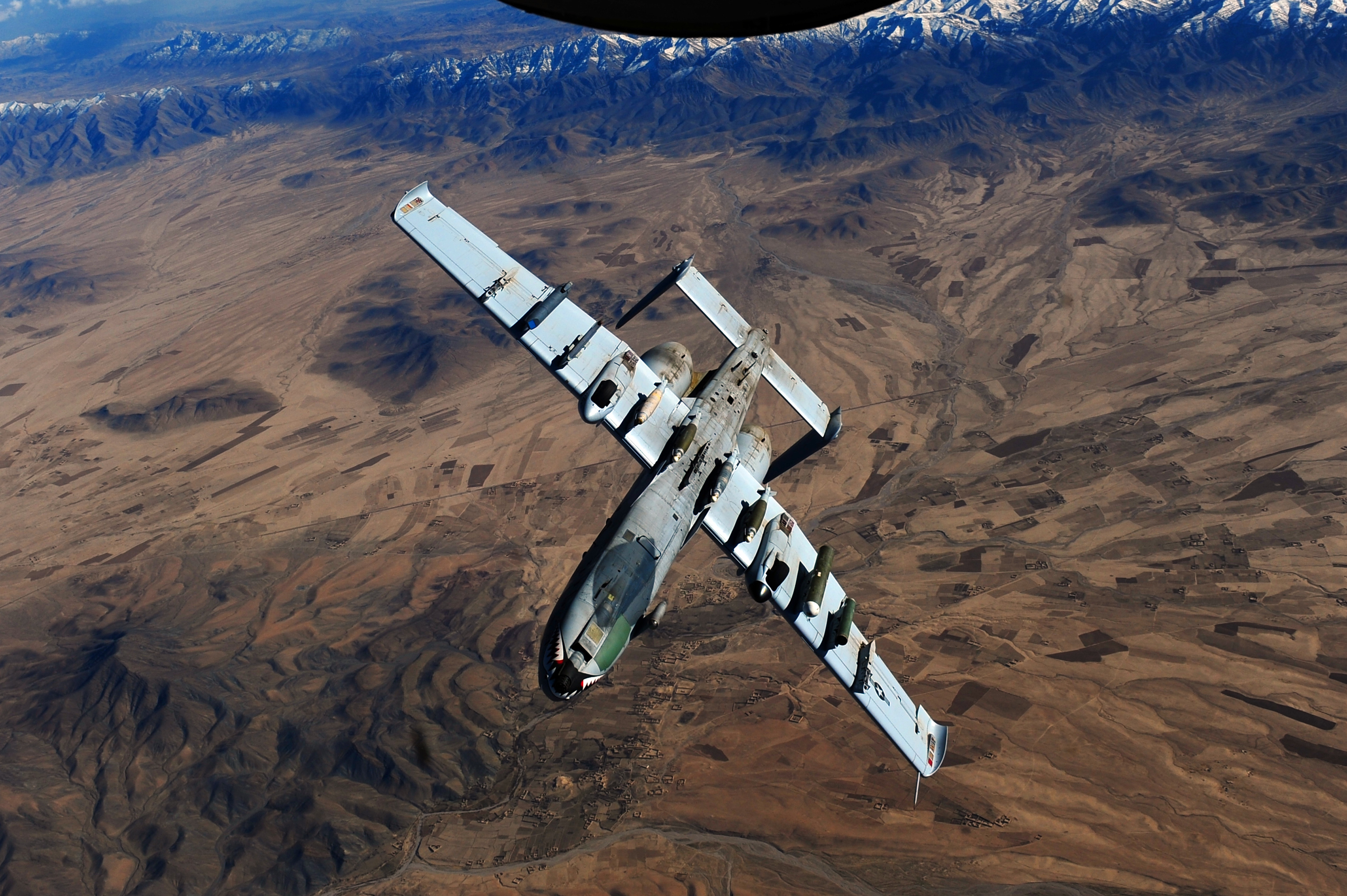
Parte inferior do A-10 Thunderbolt II com um canopi falso pintado, como se o avião estivesse do lado certo, imitando a si